# Championnat d'Autriche de football 1978-1979
Navigation
Saison précédente Saison suivante
La saison 1978-1979 du Championnat d'Autriche de football était la 68e édition du championnat de première division en Autriche. La Bundesliga regroupe les 10 meilleurs clubs du pays au sein d'une poule unique où ils s'affrontent quatre fois au cours de la saison, 2 fois à domicile et 2 fois à l'extérieur. À la fin de la compétition, le dernier du classement est relégué et remplacé par le champion de Nationalliga, la deuxième division autrichienne.
C'est le club du FK Austria Vienne, tenant du titre, qui remporte à nouveau le championnat en terminant en tête du classement final, avec 14 points d'avance sur le Wiener Sport-Club et 16 sur le SK Rapid Vienne. C'est le 12e titre de champion d'Autriche de l'histoire du club. La saison de l'Austria est une nouvelle fois remarquable : en plus de dominer le championnat national, le club atteint également les demi-finales de la Coupe d'Europe des clubs champions 1979.
En bas de classement, c'est une véritable surprise puisque le club-phare des années 70, le FC Wacker Innsbruck, termine à la dernière place et doit donc descendre en Nationalliga. Le club d'Innsbruck va tout de même participer à une compétition européenne la saison prochaine après sa victoire en Coupe d'Autriche.

## Les 10 clubs participants
| - SK Rapid Vienne - Grazer AK - FC Wacker Innsbruck - SV Austria Salzbourg - Promu de Nationalliga - First Vienna FC | - SK VÖEST Linz - FC Admira Wacker - FK Austria Vienne - SK Sturm Graz - Wiener Sport-Club |

## Compétition

### Classement
Le barème utilisé pour établir le classement est le suivant :
- Victoire : 2 points
- Match nul : 1 point
- Défaite : 0 point

| Rang | Équipe                 | Pts | J  | G  | N  | P  | Bp | Bc | Diff |
| ---- | ---------------------- | --- | -- | -- | -- | -- | -- | -- | ---- |
| 1    | FK Austria Vienne T    | 55  | 36 | 25 | 5  | 6  | 88 | 44 | +44  |
| 2    | Wiener Sport-Club      | 41  | 36 | 15 | 11 | 6  | 71 | 54 | +17  |
| 3    | SK Rapid Vienne        | 39  | 36 | 13 | 13 | 10 | 52 | 42 | +10  |
| 4    | SK Sturm Graz          | 37  | 36 | 14 | 9  | 13 | 43 | 50 | -7   |
| 5    | SK VÖEST Linz          | 36  | 36 | 11 | 14 | 11 | 41 | 44 | -3   |
| 6    | SV Austria Salzbourg P | 36  | 36 | 13 | 10 | 13 | 38 | 53 | -15  |
| 7    | FC Admira Wacker       | 34  | 36 | 13 | 8  | 15 | 42 | 43 | -1   |
| 8    | First Vienna FC        | 29  | 36 | 9  | 11 | 16 | 48 | 62 | -14  |
| 9    | Grazer AK              | 29  | 36 | 7  | 15 | 14 | 36 | 53 | -17  |
| 10   | FC Wacker Innsbruck C  | 24  | 36 | 8  | 8  | 20 | 41 | 55 | -14  |

|  | Qualification pour la Coupe des clubs champions 1979-1980                    |
|  | Qualification pour la Coupe des Coupes 1979-1980                             |
|  | Qualification pour la Coupe UEFA 1979-1980                                   |
|  | Relégation directe en Nationalliga                                           |
|  | T Tenant du titre C Vainqueur de la Coupe d'Autriche P Promu de Nationalliga |

## Bilan de la saison
| Championnat d'Autriche de football 1978-1979 |                               |
| Champion                                     | FK Austria Vienne (12e titre) |
| Coupes et trophées                           |                               |
| Vainqueur de la Coupe d'Autriche 1978-1979   | FC Wacker Innsbruck           |
| Qualifications continentales                 |                               |
| Coupe d'Europe des clubs champions 1979-1980 | FK Austria Vienne             |
| Coupe des Coupes 1979-1980                   | FC Wacker Innsbruck           |
| Coupe UEFA 1979-1980                         | SK Rapid Vienne               |
| Coupe UEFA 1979-1980                         | Wiener Sport-Club             |
| Promotions et relégations                    |                               |
| Promus en Bundesliga                         | Linzer ASK                    |
| Relégués en Nationalliga                     | FC Wacker Innsbruck           |